# Вольфганг Гюлліх
Вольфганг Гюлліх (24 жовтня 1960 р., Людвігсгафен-на-Рейні — 31 серпня 1992 р., Інгольштадт) — німецький скелелаз та альпініст. У 1980-х роках — один із найвідоміших та найсильніших скелелазів у тоді ще молодому виді спорту. Гюлліх встановив високу планку численними першими проходженнями надзвичайно складних скелелазних маршрутів, деякі з них і досі повторюють лише найкращі скелелази. Загинув у автокатастрофі в 1992 році.

## Біографія
Вольфганг Гюлліх, перший син Урсули та Фріца Гюлліха (старшого), почав займатися технічним альпінізмом разом з батьком у тринадцять років. Починаючи з 1975 року, він майже кожні вихідні робив сходження в Пфальці, спочатку разом із братом Фріцем, що був на п'ять років молодшим і розбився на смерть під час сходження без мотузки в 1978 році. Зустріч з Рейнгардом Карлом, керівником німецького альпіністського руху на той час, надихнула Гюлліха ще більше присвятити себе скелелазінню. Його стиль лазіння також змінився від технічного лазіння на початку до все більш поширеного вільного.
Він досяг виключної майстерності у скелелазінні завдяки вродженому відчуттю руху та багаторічним тренуванням, які на той час були не прийняті серед скелелазів. Ще в 1981 році разом з Куртом Альбертом вони запровадили спортивне скелелазіння в Альпах проходженням маршруту Locker vom Hocker складністю 7а.
Роками Вольфганг Гюлліх встановлював нові стандарти у спортивному скелелазінні по всьому світі і протягом тривалого часу робив перші проходження найскладніших маршрутів свого часу: 1984 Kanal im Rücken (8b), 1985 Punks in the Gym (8b+) та 1987 Wallstreet (8c). Відоме також перше фрі-соло проходження маршруту Separate Reality (7a/7b) в Національному парку Йосеміті у 1986 році, що проходить тріщиною через шестиметровий горизонтальний карниз на висоті двісті метрів над землею. Найвідомішим став маршрут Action Directe (9а) у Франкенюрі, першим проходженням якого у 1991 році Гюлліх відкрив нову категорію складності — 9a. Маршрут і досі залишається еталоном для цього рівня складності. Для пролазу цього маршруту Гюлліх винайшов тренування на кампусборді.
Вольфганг Гюлліх пробив численні скелелазні маршрути у Франкенюрі, інших німецьких низьких гірських хребтах та по всій земній кулі. Він був одним з перших, хто започаткував екстремальні вільні сходження у високих горах. Зокрема, наприкінці 1980-х він почав поєднувати експедиційний альпінізм зі скелелазінням. Окрім іншого, разом з Куртом Альбертом він зробив перше проходження маршруту Eternal Flame (IX-) 6251 на вежу Транго (6251 м) у Каракорумі.
У 1986 році разом з Андреасом Кубіним він видав перше у Німеччині детальне керівництво з тренувань зі спортивного скелелазіння Sportklettern heute. Іноді він писав статті про свої проходження та есеї щодо розвитку скелелазіння для спеціалізованих видань: Bergsteiger, rotpunkt та Berg.
Разом з друзями (серед яких Курт Альберт та Інгрід Райтеншпіс) вони кілька років утворювали комуну на вулиці Мозель у Верхньому Шелленбаху, яка стала відправною точкою та можливістю залишитися на міжнародній сцені скелелазіння під час подорожей до Франконської Швейцарії. Іноді тут залишалося до двадцяти гостей, обмінюючись ідеями та знаннями і лазячи разом. Серед гостей були такі відомі скелелази, як Бен Мун, Бен Мастерсон, Рон Фосетт, Крістіан Гріффіт, Джессі Гатрі, Рон Каук та Джон Бачар.
У 1990 році Гюлліх познайомився зі своєю майбутньою дружиною Аннет, з якою побрався в 1991 році.

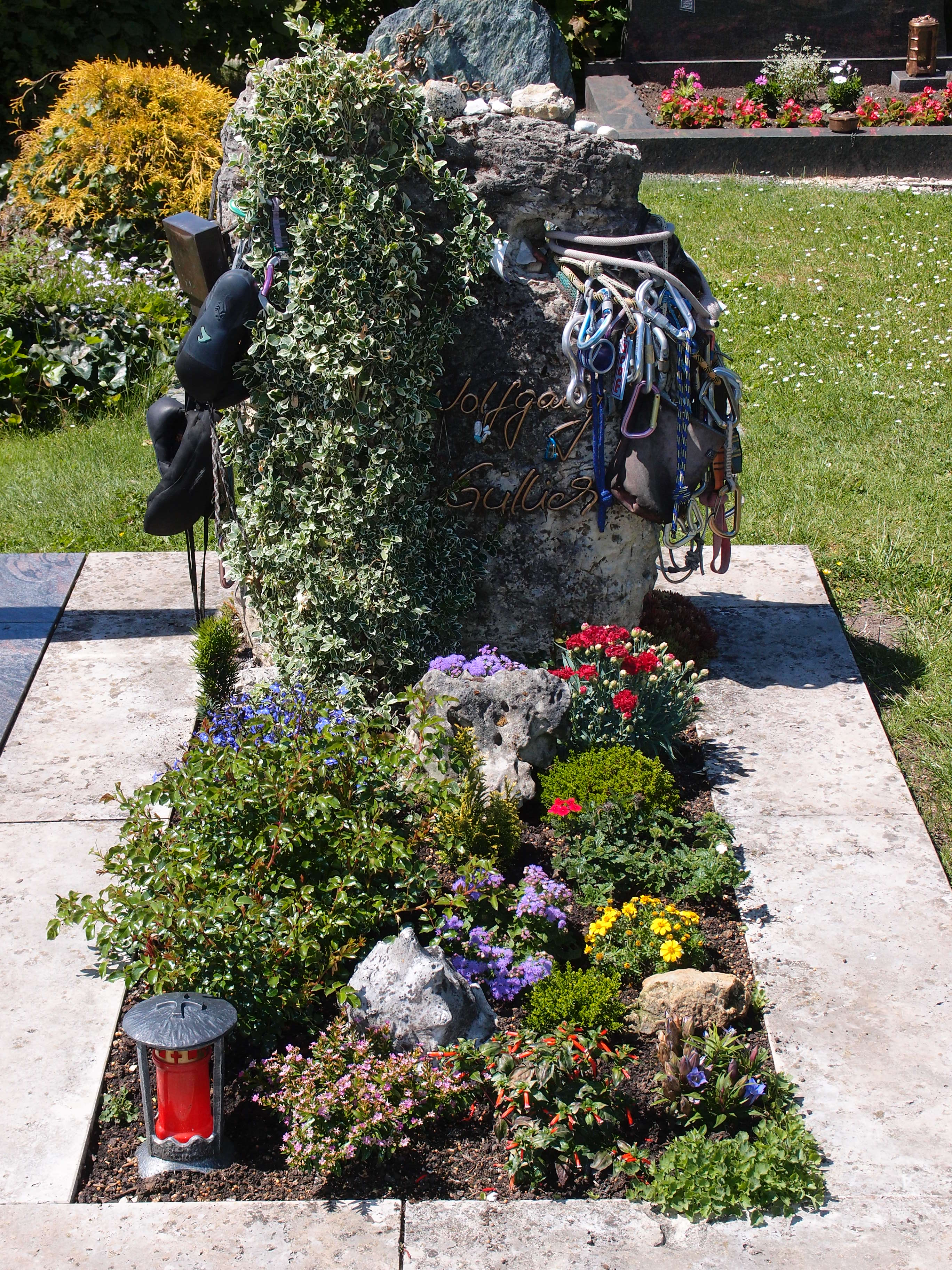
Місце захоронення в Обертрубаху

29 серпня 1992 року Вольфганг Гюлліх потрапив у аварію на своєму автомобілі на автомагістралі A 9 поблизу Інгольштадта, зазнав травм і через два дні помер. Поліція припустила, що він міг заснути за кермом. Похований в Обертрубаху.

## Визнання

### Премія
У 1985 році Вольфганг Гюлліх разом із Куртом Альбертом та Зеппом Гшвендтнером отримав «Срібний лавровий лист» — найвищу спортивну нагороду Німеччини.

### Популярність
Вольфганг Гюлліх вважався винятковим спортсменом, і також став відомим поза скелелазінням. Проте він був дуже приязним у спілкуванні та не мав «зіркової хвороби». Його часто цитують. Один з популярних висловів, що часто повторюють скелелази всього світу: «Каву не п'ють після пролазу, кава є невід'ємною частиною скелелазіння».
23 січня 1988 Гюлліх виступив перед мільйонною аудиторією у телевізійному шоу Б'юся об заклад, що…? у Базелі. Один з учасників побився об заклад, що зможе більше разів підтягнутися на одному пальці, ніж Вольфганг Гюлліх. Претендент виграв свій заклад, проте Гюлліх підтягувався якісніше.
Гюлліх посмертно прославився в Голлівуді: він працював дублером Сильвестра Сталлоне у фільмі "Скелелаз". Сталлоне вшанував Гюлліха, який помер незабаром після закінчення зйомок, посвятою в кінцевих титрах фільму.

### Назви
Розроблений Вольфгангом Гюлліхом кампусборд у французькій та італійській мовах носить назву пан Гюлліх.
Складний мультипітч WoGü (7 мотузок, 9а), пробитий в 1997 році Бітом Каммерландером у масиві Ретікон названий на його честь. У північній Франкенюрі є маршрут WoGü-Kante довжиною 18 м, так само названий на його честь.

### Поминання
Могила Гюлліха в Обертрубасі стала місцем паломництва скелелазів з усього світу.

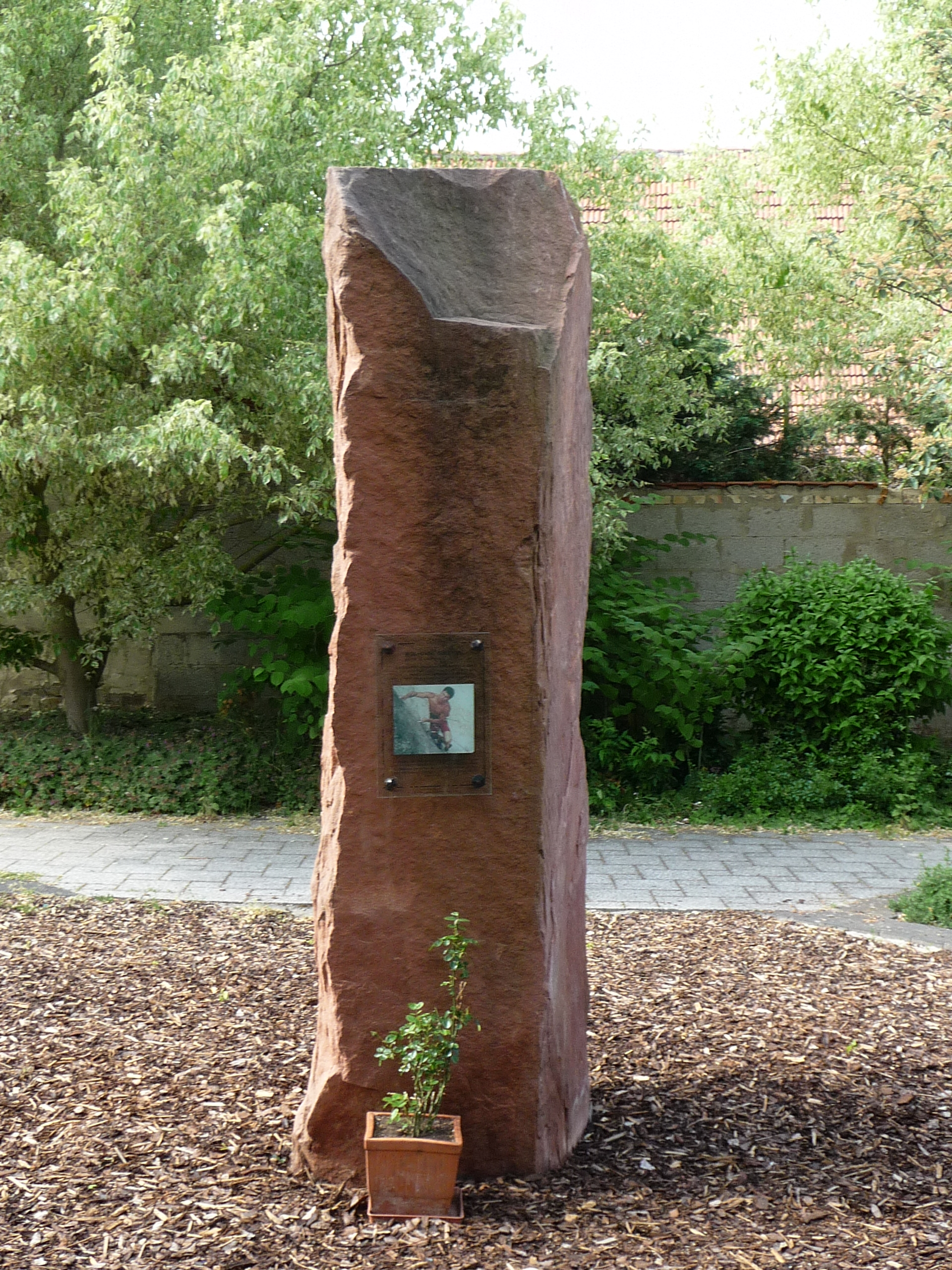
Пам'ятний камінь у Данштадті-Шауернхаймі

У червні 2006 року Німецьке олімпійське товариство урочисто відкрило пам'ятний камінь у його рідному місті Данштадт-Шауернхайм, на знак вшанування зразкового спортивного підходу та новаторських досягнень у скелелазінні.
На 20-ту та 25-ту річниці його смерті його друзі та прихильники влаштовували зустріч біля могили та в популярному серед скелелазів кемпінгу «Ома Айхлер» в Обертрубаху. Громада Обертрубаха встановила меморіальну дошку на краю кладовища в 2017 році.

## Фільми
- 1987: Den Fels im Griff. Документальний фільм у серії ZDF Der Sport-Spiegel, 28 хв., Режисер: Ганс Хенн. З Куртом Альбертом та Вольфгангом Гюлліхом.[10]
- 1993: Скелелаз. Гюлліх працював дублером Сильвестра Сталлоне.
- 2002: Jung stirbt, wen die Götter lieben. Документальний фільм Мальте Ропера та Йохена Шмолла, Bayerischer Rundfunk.

## Приміти
1. 1 2  Deutsche Nationalbibliothek Record #11913456X // Gemeinsame Normdatei — 2012—2016.
2. ↑  Mehr als ein Stück Fels. In: Panorama, 4/2016, S. 29
3. ↑  Wolfgang Güllich. Leben in der Senkrechten. Eine Biographie (вид. 1). Rosenheimer Verlagshaus Alfred Förg. 1993. с. 61. ISBN 3-475-52747-2.
4. ↑  Ed Douglas: Free Wheel [Архівовано 22 липня 2020 у Wayback Machine.] Artikel über Kurt Albert in Rock and Ice, Juni 2011.
5. ↑  Wolfgang Güllich. Leben in der Senkrechten. Eine Biographie (вид. 1). Rosenheimer Verlagshaus Alfred Förg. 1993. с. 140. ISBN 3-475-52747-2.
6. ↑  Peter Schindler: Wolfgang Güllich — Bleibende Spuren. In: Kurt Albert: Fight Gravity. tmms-Verlag, Korb 2005, ISBN 3-930650-15-0.
7. ↑  Zusammenschnitt des Auftritts [Архівовано 29 листопада 2020 у Wayback Machine.] bei Wetten, dass..? als Video bei YouTube (1:53 Min.).
8. ↑  Gedenken unter dem Zehnerfelsen: Freunde und Eltern erinnerten an den Todestag des Kletterers Wolfgang Güllich [Архівовано 30 листопада 2020 у Wayback Machine.] nordbayern.de, 2. September 2012.
9. ↑  Stumme Ergriffenheit am Grab von Wolfgang Güllich: Gedenkfeier in Obertrubach zum 25. Todestag des weltberühmten Kletterers [Архівовано 30 листопада 2020 у Wayback Machine.] nordbayern.de, 26. September 2017.
10. ↑  Daten zum Film Den Fels im Griff [Архівовано 6 червня 2020 у Wayback Machine.] mntnfilm.com

## Вебпосилання
- Бібліографія. Вольфганг Гюлліх // Німецька національна бібліотека
- Wolfgang Güllich
- www.wolfgangguellich.com [Архівовано 18 вересня 2020 у Wayback Machine.]
- Вольфганг Гюлліх профіль [Архівовано 17 серпня 2007 у Wayback Machine.]